# Кратьех (місто)
Кратьех — місто на сході Камбоджі, адміністративний центр однойменної провінції. Населення — 19 975 осіб (за оцінкою 2011 року).

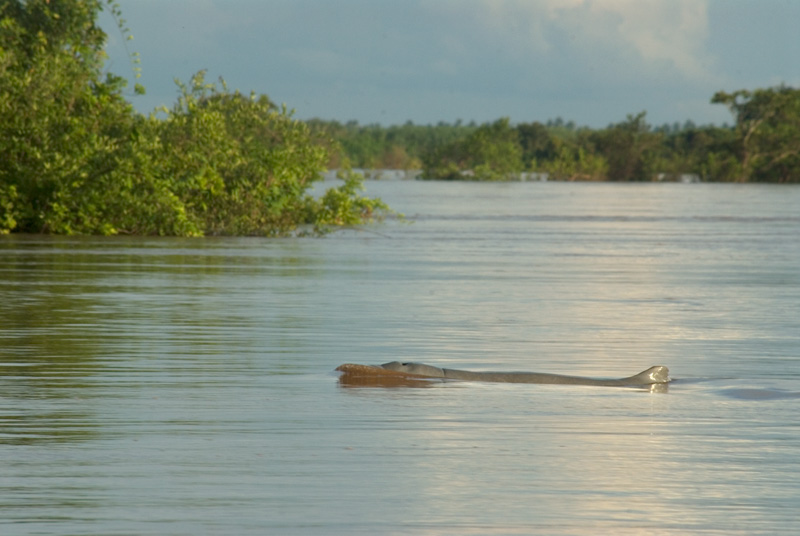
Іравадійський дельфін у водах Меконгу поряд з містом.

## Географія
Лежить у східній частині Камбоджі на березі Меконгу. 

### Клімат
Місто знаходиться у зоні, котра характеризується кліматом тропічних саван. Найтепліший місяць — квітень із середньою температурою 29.5 °C (85.1 °F). Найхолодніший місяць — грудень, із середньою температурою 24.9 °С (76.8 °F).
| Клімат Кратьеха         | Клімат Кратьеха | Клімат Кратьеха | Клімат Кратьеха | Клімат Кратьеха | Клімат Кратьеха | Клімат Кратьеха | Клімат Кратьеха | Клімат Кратьеха | Клімат Кратьеха | Клімат Кратьеха | Клімат Кратьеха | Клімат Кратьеха | Клімат Кратьеха |
| Показник                | Січ.            | Лют.            | Бер.            | Квіт.           | Трав.           | Черв.           | Лип.            | Серп.           | Вер.            | Жовт.           | Лист.           | Груд.           | Рік             |
| Середня температура, °C | 25,2            | 26,7            | 28,5            | 29,5            | 28,7            | 27,9            | 27,3            | 27,3            | 27,1            | 26,7            | 25,9            | 24,9            | 27,1            |
| Норма опадів, мм        | 4.7             | 7.3             | 26.9            | 70.1            | 169.4           | 199.7           | 224.3           | 221.6           | 263.8           | 228.3           | 105.1           | 28.2            | 1549.4          |
| Днів з опадами          | 2,4             | 2,1             | 3,6             | 7,1             | 14,8            | 17,5            | 18,6            | 19,7            | 19,1            | 16,8            | 8,5             | 4,9             | 135,1           |
| Вологість повітря, %    | 70.6            | 65.9            | 64.9            | 67.9            | 78.1            | 81.2            | 81.7            | 82.7            | 84.6            | 84.3            | 80.4            | 76.5            | 76.6            |
| ----------------------- | --------------- | --------------- | --------------- | --------------- | --------------- | --------------- | --------------- | --------------- | --------------- | --------------- | --------------- | --------------- | --------------- |
| Джерело: Weatherbase    |                 |                 |                 |                 |                 |                 |                 |                 |                 |                 |                 |                 |                 |

## Економіка
У Кратьєсі працює порт, що пов'язує його зі столицею країни, Пномпенем. Через місто проходить автодорога, яка також веде до столиці. Місто має свій аеропорт.
На околицях Кратьеха розташовані кар'єри, в яких добувають білу і жовту глину.
На полях, що розтягнулися вздовж русла Меконгу, вирощують рис — головну сільськогосподарську культуру для багатьох народів Східної Азія, а також рослини каучуконоси. Також тут культивують картоплю, маїс, банани, тутове дерево, бавовну, цукрову тростину та інші рослини. У навколишніх лісах виростають дерева цінних порід деревини, тик, бук, рожеве дерево камфі. Також є великі зарості бамбука.
У промисловості переважає сільськогосподарське машинобудування.